# یواس‌اس جان راجرز (دی‌دی-۵۷۴)
یواس‌اس جان راجرز (دی‌دی-۵۷۴) (به انگلیسی: USS John Rodgers (DD-574)) یک کشتی بود که طول آن 376 ft 6 in (114.7 m) بود. این کشتی در سال ۱۹۴۲ ساخته شد.